# Velká Sněžná jeskyně
Velká Sněžná jeskyně (polsky Jaskinia Wielka Śnieżna) je vápencová jeskyně v masivu hory Malolučniak v hřebeni Červených vrchů v polských Západních Tatrách v těsné blízkosti hranic se Slovenskem. S délkou 23 619 m a hloubkou 824 m se jedná o nejdelší i nejhlubší polskou jeskyni.
Jeskynní systém má pět různých vstupů ve dvou dolinách na úbočí Malolučníku:
- Sněžná jeskyně – vchod v nadmořské výšce 1701 m – objevená roku 1959
- Jeskyně nad Kotlinami – 1875 m – objevená roku 1966, propojení s jeskyní Sněžná roku 1968
- Jasný Aven – 1852 m – objevená roku 1959, propojení s jeskyní Sněžná roku 1978
- Velká litvorová jeskyně – 1906 m – propojení s jeskyní Sněžná roku 1995
- Vlčí jeskyně – 1672 m – objevená roku 1996, propojení s jeskyní Sněžná roku 1999

Jeskyně jsou propojené složitým systémem propastí a chodeb. V jeskyních se nalézají podzemní vodní toky, vodopády, jezírka i sifony. Voda z jeskyně odtéká přes neznámé prostory do vyvěračky Ledový pramen.

## Objevování
Jeskyně Sněžná byla objevena v roce 1959 jeskyňáři ze Zakopaného. V roce 1960 bylo dosaženo hloubky 545 m, což stavělo jeskyni na čtvrté místo na světě. V následujících letech byla jeskyně intenzivně prozkoumávána a propojována s okolními jeskyněmi. Průzkum jeskyně stále pokračuje, včetně snahy o propojení s nedalekou jeskyní Sněžná propast, druhou nejdelší jeskyní v Polsku.